# Manifesto de Cartagena
O Manifesto de Cartagena é um documento escrito por Simón Bolívar no decorrer do processo de independência da Colômbia e da Venezuela, logo após a queda da Primeira República, explicando com grande detalhe e precisão as causas desta perda. Foi escrito em Cartagena das Índias, em 15 de dezembro de 1812. É um dos primeiros documentos de Simón Bolivar.
Entre as causas políticas, econômicas, sociais e naturais mencionadas por Bolívar destacam-se:
- O uso do sistema federal, o qual Bolívar considera débil para a época;
- Má administração das rendas públicas;
- O terremoto de Caracas em 1812;
- A impossibilidade de estabelecer um exército permanente;
- A influência contrária da Igreja Católica.